# Vidéo haute définition
Pour un article plus général, voir haute définition.
La vidéo haute définition (HD) est une vidéo caractérisée par une définition et une qualité supérieures à celles de la définition standard, c'est-à-dire 480 lignes de balayage vertical en Amérique du Nord et 576 lignes verticales en Europe. Le seuil couramment accepté est de 720 lignes, bien que la plupart des systèmes dépassent largement cette norme. Dans certains contextes, des images de résolution standard capturées à des vitesses plus élevées que la normale (60 images/seconde en Amérique du Nord, 50 ips en Europe) par une caméra à grande vitesse peuvent également être considérées comme haute définition. De plus, certaines séries télévisées tournées en vidéo haute définition peuvent donner l'impression d'avoir été enregistrées sur pellicule, une technique communément appelée filmisation.

## Histoire
Le premier format de balayage électronique, 405 lignes, a été le pionnier en tant que premier système de télévision haute définition, car il surpassait considérablement les systèmes mécaniques qu'il remplaçait. À partir de 1939, l'Europe et les États-Unis ont expérimenté avec les lignes 605 et 441, jusqu'à ce que la FCC impose le standard de 525 lignes pour les États-Unis en 1941. Pendant la période de guerre en France, René Barthélemy a testé des résolutions encore plus élevées, atteignant jusqu'à 1 042 lignes. Ce n'est qu'à la fin de 1949 que les transmissions officielles françaises ont finalement débuté avec un format de 819 lignes. Cependant, en 1984, cette norme a été abandonnée au profit du format de 625 lignes couleur sur le réseau TF1.

### Analogique
Les spécifications modernes de la haute définition (HD) remontent au début des années 1980, lorsque des ingénieurs japonais ont mis au point la norme de télévision entrelacée HighVision à 1 125 lignes, également connue sous le nom de MUSE, qui fonctionnait à une cadence de 60 images par seconde. Le système Sony HDVS a été dévoilé lors d'une réunion internationale d'ingénieurs en télévision à Alger en avril 1981, tandis que la NHK japonaise a présenté son système de télévision analogique haute définition (HDTV) lors d'une conférence en Suisse en 1983.
Le système de la NHK a été standardisé aux États-Unis sous le nom de norme n° 240M de la Society of Motion Picture and Television Engineers (SMPTE) au début des années 1990. Cependant, il a ultérieurement été abandonné lorsqu'il a été remplacé par une norme analogique DVB. Bien que la vidéo HighVision reste utilisable pour l'échange vidéo HDTV, il existe peu, voire aucun, équipement moderne disponible pour remplir cette fonction. Les tentatives de mise en œuvre de HighVision en tant que canaux de diffusion de 6 MHz ont largement échoué. Toutes les initiatives visant à utiliser ce format pour la transmission télévisuelle terrestre ont été abandonnées au milieu des années 1990.
L'Europe a développé le HD-MAC (1 250 lignes, 50 Hz), un membre de la famille MAC de normes vidéo hybrides analogiques/numériques. Cependant, il n'a jamais connu de succès en tant que format de transmission vidéo terrestre. Contrairement à cela, le HD-MAC n'a jamais été officiellement désigné pour l'échange vidéo, à l'exception de Union européenne de radiodiffusion.

### Numérique
La vidéo numérique haute définition était initialement limitée en raison des importantes exigences en matière de mémoire et de bande passante, nécessitant un débit binaire supérieur à 1 Gbit/s pour la vidéo Full HD non compressée. La faisabilité de la télévision HD numérique a été réalisée grâce au développement de la compression vidéo par transformée en cosinus discrète (DCT). La DCT est une technique de compression avec perte qui a été proposée pour la première fois par Nasir Ahmed en 1972. Elle a ensuite été adaptée en un algorithme DCT à compensation de mouvement pour les normes de codage vidéo, tels que les formats H.26x à partir de 1988 et les formats MPEG à partir de 1993,. Cette compression DCT avec compensation de mouvement a considérablement réduit les exigences en matière de mémoire et de bande passante pour la vidéo numérique, permettant d'atteindre un taux de compression des données d'environ 100:1 par rapport à la vidéo non compressée. Au début des années 1990, la compression vidéo DCT avait été largement adoptée comme norme de codage pour la télévision haute définition (TVHD).
Les normes vidéo haute définition actuellement en vigueur en Amérique du Nord ont été formulées dans le cadre du processus de télévision avancé initié par la Federal Communications Commission en 1987, en réponse à la demande des radiodiffuseurs américains. Essentiellement, la fin des années 1980 a marqué la disparition de la plupart des technologies analogiques haute définition qui avaient été développées jusque-là.

## Définition

Ce tableau montre les définitions d'affichage les plus courantes, la couleur de chaque type de résolution indiquant le rapport d'affichage (par exemple, le rouge indique un rapport de 4:3).

La vidéo haute définition (préenregistrée et diffusée) se définit triplement par :
- Le nombre de lignes dans la résolution d'affichage verticale. La résolution de la télévision haute définition (TVHD) est de 1 080 ou 720 lignes. En revanche, la télévision numérique ordinaire (DTV) comporte 480 lignes (sur lesquelles est basé NTSC, 480 lignes de balayage visibles sur 525) ou 576 lignes (sur lesquelles sont basés PAL/SECAM, 576 lignes de balayage visibles sur 625). Cependant, comme la HD est diffusée sous forme numérique, son introduction coïncide parfois avec l'introduction de la télévision numérique. De plus, la qualité actuelle des DVD n'est pas haute définition, bien que les systèmes de disques haute définition Blu-ray Disc et HD DVD le soient.
- Le système de balayage : balayage progressif (p) ou balayage entrelacé (i). Le balayage progressif (p) redessine un cadre d'image (toutes ses lignes) lors du rafraîchissement de chaque image, par exemple 720p/1080p. Le balayage entrelacé (i) dessine le champ d'image toutes les deux lignes ou lignes impaires pendant la première opération de rafraîchissement d'image, puis dessine les lignes paires restantes lors d'un deuxième rafraîchissement, par exemple 1080i. La numérisation entrelacée donne une résolution d'image si le sujet ne bouge pas, mais perd jusqu'à la moitié de la résolution et souffre d'artefacts de peignage lorsque le sujet bouge.
- Le nombre d'images ou de champs par seconde (Hz). Le système de diffusion télévisuelle a une fréquence de 50 Hz en Europe et de 60 Hz aux États-Unis (60 Hz). Lorsqu'il n'est pas précisé, le taux est donc déduit du contexte. Le format 720p60 a une définition de 1 280 × 720 pixels et un encodage progressif à 60 images par seconde (60 Hz). Le format 1080i50/1080i60 a une définition de 1920 × 1080 pixels et un encodage entrelacé avec 50/60 champs par seconde (50/60 Hz). Deux champs entrelacés forment une seule image, car les deux champs d'une même image sont décalés temporellement. Le tirage d'images et les images segmentées sont des techniques spéciales qui permettent de transmettre des images complètes au moyen d'un flux vidéo entrelacé. Le 1080p existe en 1080p24, 1080p25 et 1080p30, mais aussi 1080p50 et 1080p60.

Une fréquence image ou de trame peut être spécifiée indépendamment de la résolution. Par exemple, 24p indique 24 images de balayage progressif par seconde, tandis que 50i signifie 25 images progressives par seconde, composées de 50 champs entrelacés par seconde. 

## Écrans compatibles
La plupart des systèmes HDTV prennent en charge diverses définitions et fréquences d'images ou de trames standard. Les plus couramment utilisées sont énumérées ci-dessous. Pour visualiser des signaux haute définition, un téléviseur ou un écran d’ordinateur haute définition est nécessaire. La vidéo haute définition présente un rapport hauteur/largeur de 16:9 (1,78:1). Le rapport hauteur/largeur des films grand écran courants est généralement de 1,85:1 ou 2,39:1 (parfois traditionnellement noté à 2,35:1). La télévision à définition standard (SDTV) a un rapport hauteur/largeur de 4:3 (1,33:1), bien que ces dernières années, de nombreux diffuseurs aient opté pour la diffusion de programmes compressés horizontalement au format anamorphique 16:9. Cela suppose que le téléspectateur dispose d'un téléviseur 16:9 qui étend l'image à des proportions normales, ou d'un ensemble qui écrase l'image verticalement pour présenter une vue boîte aux lettres de l'image, à nouveau avec des proportions correctes.
Haute définition : 
| Mode vidéo                                     | Taille du cadre en pixels (L×H) | Pixels par image 1 | Type de numérisation | Fréquence d'images ( Hz )                                  |
| ---------------------------------------------- | ------------------------------- | ------------------ | -------------------- | ---------------------------------------------------------- |
| 720p (également connu sous le nom de HD Ready) | 1 280 × 720                     | 921 600            | Progressive          | 23,976, 24, 25, 29,97, 30, 50, 59,94, 60, 72               |
| 1080i (également connu sous le nom de Full HD) | 1 920 × 1 080                   | 2 073 600          | Entrelacé            | 25 (50 champs/s), 29,97 (59,94 champs/s), 30 (60 champs/s) |
| 1080p (également connu sous le nom de Full HD) | 1 920 × 1 080                   | 2 073 600          | Progressive          | 24 (23,976), 25, 30 (29,97), 50, 60 (59,94)                |
| 1440p (également connu sous le nom de Quad HD) | 2 560 × 1 440                   | 3 686 400          | Progressive          | 24 (23,976), 25, 30 (29,97), 50, 60 (59,94)                |

Ultra haute définition : 
| Mode vidéo                                    | Taille du cadre en pixels (L×H) | Pixels par image 1 | Type de numérisation | Fréquence d'images ( Hz ) |
| --------------------------------------------- | ------------------------------- | ------------------ | -------------------- | ------------------------- |
| 2000                                          | 2 048 × 1 536                   | 3 145 728          | Progressive          | 24, 30, 60                |
| 2160p (également connu sous le nom de 4K UHD) | 3 840 × 2 160                   | 8 294 400          | Progressive          | 60, 120                   |
| 2540p                                         | 4 520 × 2 540                   | 11 480 800         | Progressive          | 24, 30, 60                |
| 4000p                                         | 4 096 × 3 072                   | 12 582 912         | Progressive          | 24, 30, 60                |
| 4320p (également connu sous le nom de 8K UHD) | 7 680 × 4 320                   | 33 177 600         | Progressive          | 60, 120                   |

Remarque : 1 L'image est soit une image, soit, en cas de numérisation entrelacée, deux champs (PAIR et ODD).
En outre, il existe des définitions UltraWide moins courantes mais toujours populaires, telles que 2560 × 1080p (1080p UltraWide). Il existe également une option WQHD+ pour certains d’entre eux.

## Applications courantes

### La HD chez les diffuseurs
| Source                   | Codec                       | Résolution la plus élevée (L×H) | Débit binaire/bande passante total  | Bitrate vidéo                    | Bitrate audio |
| ------------------------ | --------------------------- | ------------------------------- | ----------------------------------- | -------------------------------- | ------------- |
| Vidéo Amazon             | VC-1                        | 1280 × 720                      | 2,5-6 Mbit/s                        |                                  |               |
| BBC iPlayer              | H.264                       | 1280 × 720 ,                    | 3.2 Mbit/s                          | 3 Mbit/s                         | 192 kbit/s    |
| boîte clignotante        |                             | 1280×720                        | 2.25 Mbit/s (SD) et 4,5 Mbit/s (HD) | 2,25 - 4,5 Mbit/s                | 192 kbit/s    |
| Superproduction en ligne |                             | 1280×720                        |                                     |                                  |               |
| CBS.com/TV.com           |                             | 1920 × 1080                     | 3.5 Mbit/s et 2,5 Mbits (720p)      |                                  |               |
| Dacast                   | VP6, H.264                  | Inconnu                         | 5 Mbit/s                            |                                  |               |
| Hulu                     | Sur2 Flash VP6              | 1280 × 720                      | 2.5 Mbit/s                          |                                  |               |
| iTunes / Apple TV        | QuickTime H.264             | 1920 × 1080                     |                                     |                                  |               |
| MétaCDN                  | MPEG-4, FLV, OGG, WebM, 3GP | Aucune limite                   |                                     |                                  |               |
| Netflix                  | VC-1                        | 3840 × 2160                     | 25 Mbit/s                           | 2.6 Mbit/s et 3,8 Mbit/s (1080p) |               |
| Vidéo PlayStation        | H.264/MPEG-4 AVC            | 1920 × 1080                     |                                     | 8 Mbit/s                         | 256 kbit/s    |
| Viméo                    | H.264                       | 1920 × 1080                     |                                     | 4 Mbit/s                         | 320 kbit/s    |
| Vudu                     | H.264                       | 1920 × 1080                     | 4.5 Mbit/s                          |                                  |               |
| Vidéo Xbox               |                             | 1920 × 1080                     |                                     |                                  |               |
| Youtube                  | H.264/MPEG-4 AVC, VP9, AV1  | 7680×4320                       |                                     |                                  |               |

1. ↑  Formerly "Amazon Unbox", which now refers to a video player software, and later "Amazon Video on Demand".
2. ↑  During live events "BBC iPlayer" streams have a resolution of 1024×576.
3. ↑  Formerly "Xbox Live Marketplace Video Store", but replaced by "Xbox Video" in 2012.

### La HD en vidéosurveillance
Depuis la fin des années 2000, un nombre significatif de fabricants de caméras de sécurité ont commencé à fabriquer des caméras haute définition (HD). La demande en haute résolution, en fidélité des couleurs et en fréquence d'images élevée est cruciale dans le domaine de la surveillance, garantissant une sortie vidéo de qualité suffisante pour être utilisée à la fois à des fins de surveillance préventive et à des fins probatoires.
Bien que les caméras HD puissent être très efficaces en intérieur, certaines industries avec des environnements extérieurs spéciaux ont nécessité des résolutions beaucoup plus élevées pour assurer une couverture efficace. Grâce aux technologies de capteurs d'images en constante évolution, les fabricants ont pu développer des caméras avec des résolutions allant de 10 à 20 mégapixels, lesquelles sont devenues des outils efficaces pour surveiller des zones plus étendues.

### La HD dans le jeu vidéo
Les consoles de jeu PlayStation 3  et Xbox 360  peuvent générer une définition native de 1080p via des câbles HDMI ou composants, bien que la plupart des jeux ne fonctionnent nativement qu'à 720p ou moins. Cependant, ils peuvent être améliorés pour atteindre une définition de 1080p. Visuellement, le 1080p natif offre une image plus nette et plus claire que le 1080p mis à l'échelle. La Wii, en revanche, ne prend pas en charge la haute définition (HD). Dans la 8e génération, la Wii U de Nintendo, la Nintendo Switch, la Xbox One de Microsoft et la PlayStation 4 de Sony affichent les jeux en 1080p de manière native. La Nintendo Switch présente une particularité en raison de sa nature hybride en tant que console de salon et ordinateur de poche : l'écran intégré affiche les jeux en 720p au maximum, mais la console peut afficher nativement des images en 1080p lorsqu'elle est connectée. La Xbox One X et la PlayStation 4 Pro peuvent afficher certains jeux en 4K. Les consoles de nouvelle génération, la PlayStation 5 et la Xbox Series X, peuvent afficher des jeux en résolutions allant jusqu'à 4K et 8K.
En règle générale, les jeux sur PC ne sont restreints que par la résolution de l'écran et la compatibilité du pilote GPU. Certains composants informatiques prennent en charge DisplayPort 2.1, permettant une résolution native de 8k à des taux de rafraîchissement élevés. Les moniteurs ultra-larges sont également compatibles, offrant la possibilité d'afficher une portion plus étendue du monde du jeu par rapport à un écran traditionnel au format d'image 16:9. De plus, les configurations multi-moniteurs sont envisageables, telles que l'affichage d'un seul jeu sur trois moniteurs pour une expérience encore plus immersive.
- Accordeur ATSC
- Diffusion vidéo numérique (DVB)
- Télévision numérique
- HD prêt
- Entrée HDTV et espace colorimétrique ( YPbPr / YCbCr )
- Diffusion numérique à services intégrés
- Norme fédérale des États-Unis 1037C
- Moniteur de forme d'onde

## Lectures complémentaires
- « Images formats for HDTV » (549 KiB), article from the EBU Technical Review.
- « High Definition for Europe - a progressive approach » (207 KiB), article from the EBU Technical Review.
- « High Definition (HD) Image Formats for Television Production » (117 KiB), technical report from the EBU
- « Digital Terrestrial HDTV Broadcasting in Europe », technical report from the EBU